# Manganvésuvianite
La manganvésuvianite est un minéral rare de la famille des sorosilicates, du groupe des vésuvianites.

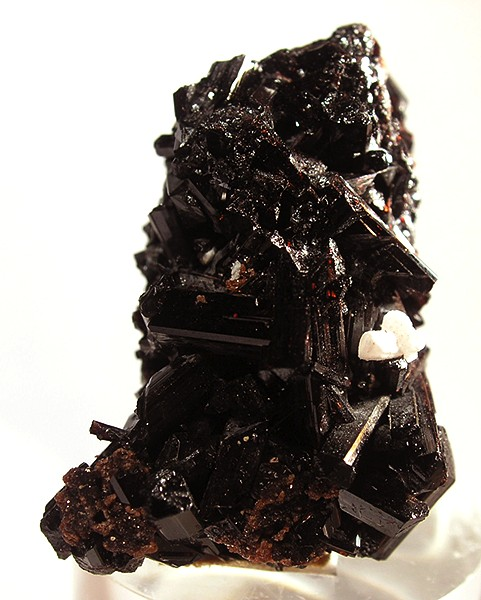
Manganvésuvianite.